# Cheating Cheaters (film 1927)

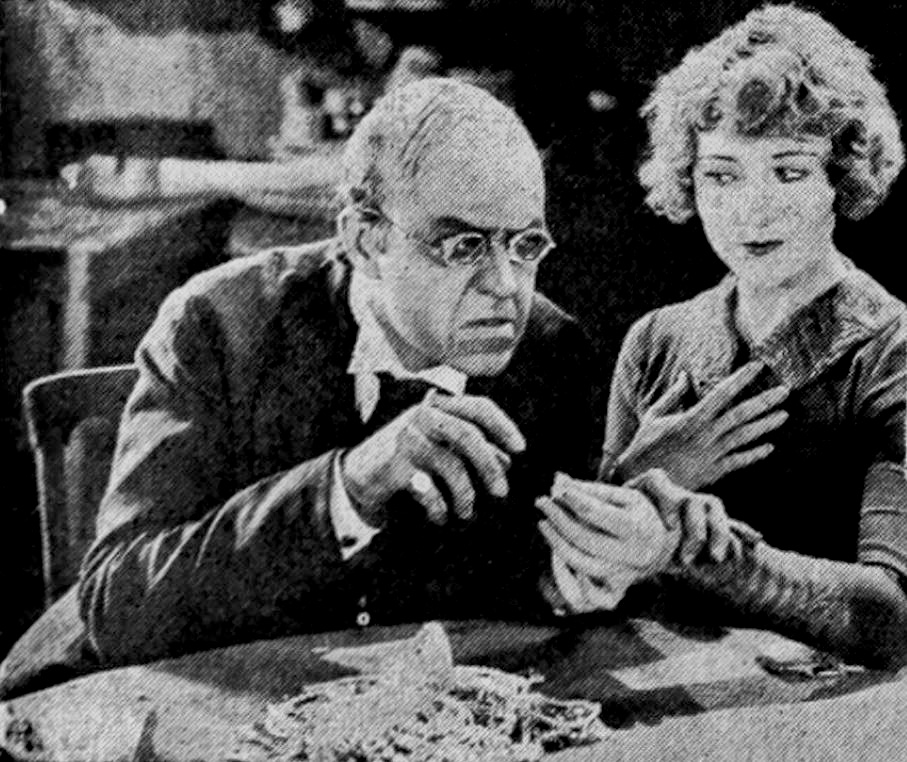

Cheating Cheaters è un film muto del 1927 diretto da Edward Laemmle. Prodotto e distribuito dalla Universal Pictures, aveva come interpreti Betty Compson, Kenneth Harlan, Sylvia Ashton, Erwin Connelly, Maude Turner Gordon, Lucien Littlefield.

Incentrata su una storia di ladri che si derubano l'un l'altro, la sceneggiatura di Charles Logue e James T. O'Donohoe si basa sull'omonimo lavoro teatrale di Max Marcin andato in scena in prima a Broadway all'Eltinge 42nd Street Theatre il 9 agosto 1916. La commedia di Marcin era già stata adatta per lo schermo nel 1919 con un Cheating Cheaters che aveva come protagonista Clara Kimball Young. Un'ulteriore versione sarà Cheating Cheaters del 1934, diretta da Richard Thorpe.

## Trama
Nan Carey, una ladruncola, viene arrestata come borseggiatrice ma poi viene rilasciata per l'intervento di Lazare, un avvocato disonesto che la fa entrare in una banda di malviventi. I membri della banda, facendosi passare per una famiglia di nome Brockton, si stabiliscono in una casa sul mare dove hanno il piano di rapinare i loro vicini, i ricchi Palmer, proprietari di una prestigiosa collezione di gioielli. Nan conquista la fiducia dei Palmer flirtando con uno di essi, il giovane Tom che, innamorato, le propone di andare via con lei. La ragazza, però, lo respinge. Il progetto della rapina, intanto, va avanti, ma gli investigatori stanno in allerta. Tom viene sorpreso mentre sta cercando di rubare in casa Brockton ma poi cerca di salvare Nan, che invece ruba dai Palmer: entrambi vengono arrestati insieme agli altri banditi. Si scopre allora che Nan, in realtà, è un'agente infiltrata che sta lavorando al caso per mettere fuori gioco la pericolosa banda di ladri. Assicurati alla giustizia i membri delle gang, ora Nan è libera di riprendere la sua storia con Tom.

## Produzione
Il film fu prodotto dalla Universal Pictures.

## Distribuzione
Il copyright del film, richiesto dalla Universal Pictures Corp., fu registrato il 20 giugno 1927 con il numero LP24117.

Distribuito dalla European Motion Picture Company con il titolo The Law's the Law, il film fu presentato in prima a Londra il 28 novembre 1927. Negli Stati Uniti, distribuito dalla Universal Pictures, uscì nelle sale il 5 dicembre 1927.
Non si conoscono copie ancora esistenti della pellicola che viene considerata presumibilmente perduta.